# Mașkove, Trosteaneț
Mașkove (în ucraineană Машкове) este un sat în comuna Krînîcine din raionul Trosteaneț, regiunea Sumî, Ucraina.

## Demografie
Componența lingvistică a localității Mașkove
     Ucraineană (97,5%)
     Rusă (2,5%)
Conform recensământului din 2001, majoritatea populației localității Mașkove era vorbitoare de ucraineană (97,5%), existând în minoritate și vorbitori de rusă (2,5%).